# Hanako Masahito de Hitachi
Hanako Masahito de Hitachi (常陸宮 正仁 親王妃 華子 殿下, Hitachi-no-miya Masahito shinnōhi Hanako denka), née Hanako Tsugaru (津軽 華子, Tsugaru Hanako) le 19 juillet 1940, est l'épouse du Masahito de Hitachi, frère cadet de l'empereur du Japon Akihito, fils de l'empereur Shōwa et oncle de l'actuel empereur, Naruhito. La princesse Hanako de Hitachi est donc membre de la famille impériale japonaise par alliance.

## Origines familiales
Elle est la quatrième fille du comte Yoshitaka Tsugaru, membre de l'aristocratie créée par la révolution Meiji (kazoku), et dernière représentante du clan Tsugaru qui a exercé les fonctions de daimyō du domaine de Tsugaru dans l'actuelle préfecture d'Aomori.
La mère de Hanako Tsugaru est quant à elle issue du clan Mōri et donc elle aussi descendante d'anciens daimyō du domaine de Chōfu dans l'ancienne province de Nagato et actuelle préfecture de Yamaguchi.
La princesse de Hitachi est donc issue de l'ancienne aristocratie féodale.

## Jeunesse et mariage

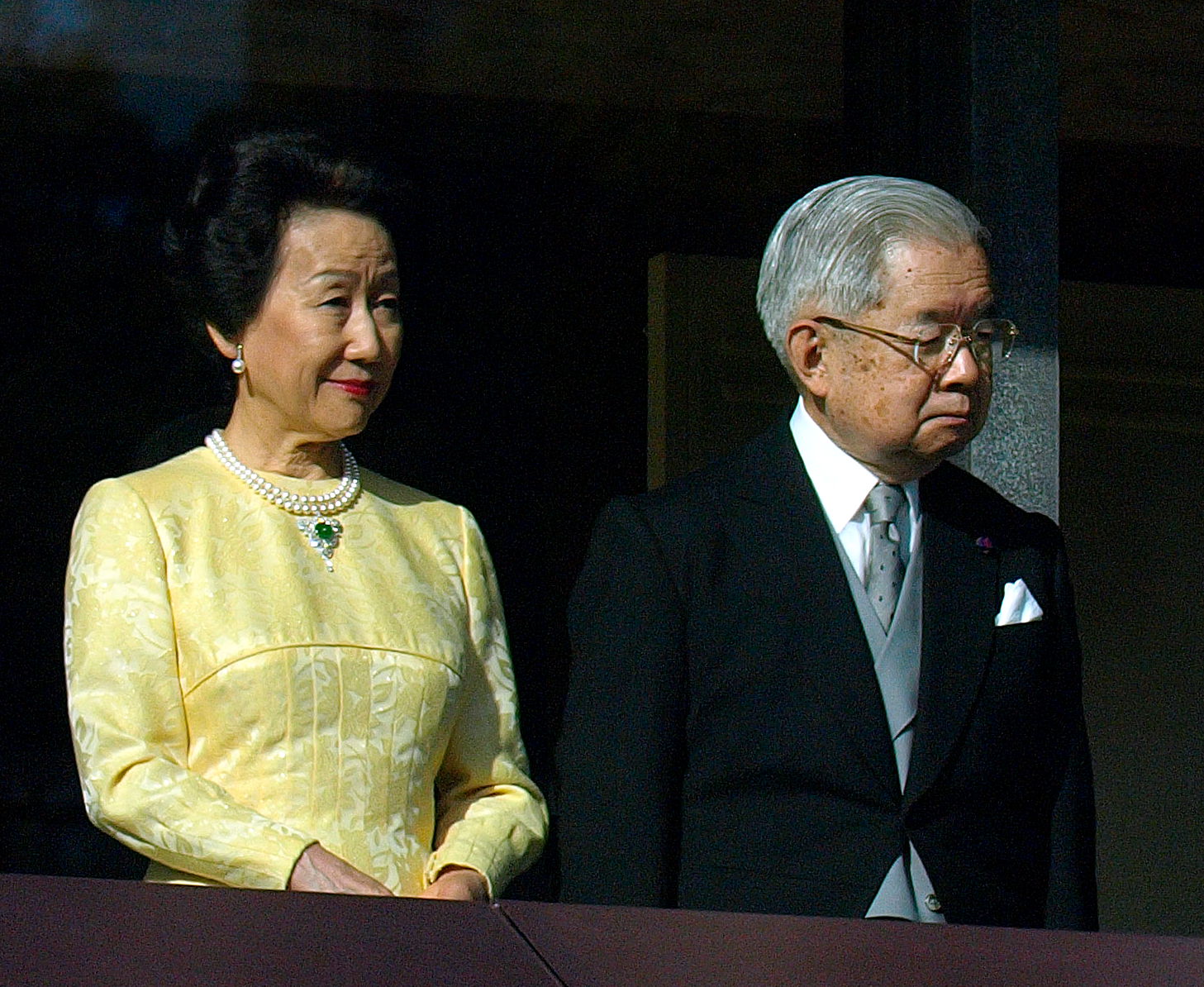
La princesse Hanako et le prince Masahito ont célébré le nouvel an 2011 au palais impérial de Tokyo

Hanako Tsugaru est scolarisée au sein de la compagnie scolaire privée Gakushūin, établissement accueillant essentiellement les enfants de la famille impériale, de l'aristocratie ou de la haute société japonaise. Elle en sort diplômée en 1961 du Collège junior des filles.
C'est à Gakushūin qu'elle rencontre son futur époux, alors titré prince Yoshi. Ils se marient le 30 septembre 1964, et son nouveau mari obtient donc le droit de fonder sa propre branche de la famille impériale, avec le titre de Hitachi. Comme tous les membres de la maison souveraine, la princesse de Hitachi reçoit un emblème personnel (お印, o-shirushi) : le rhododendron (石南花, shakunage). Le couple demeure depuis décembre 1976 dans la Résidence Higashi située dans l'arrondissement de Shibuya à Tokyo. Ils n'ont pas eu d'enfant.

## Obligations officielles et caritatives
La princesse Hitachi, à l'instar de son époux, a été élue le 16 septembre 2007 par les autres membres de la Maison impériale pour être l'une de leurs représentants (ils sont deux au total) au Conseil de la maison impériale (organisme présidé par le Premier ministre chargé essentiellement de gérer les affaires matrimoniales de la famille régnante). Les époux princiers Hitachi ont alors succédé au prince Takahito Mikasa et à son épouse la princesse Yuriko Mikasa.
La princesse Hitachi est également impliquée dans un certain nombre d'actions caritatives, en étant notamment :
- Présidente d'honneur de l'Association japonaise de l'art Ikebana.
- Présidente d'honneur de la Société japonaise pour le bien-être animal. La lutte contre la maltraitance des animaux est d'ailleurs devenu son principal cheval de bataille sur le plan caritatif. Elle a ainsi traduit en japonais et édité au Japon cinq livres pour enfants illustrés portant sur des histoires d'animaux : The Eighty-ninth kitten, d'Eleanor Nilsson en 1987 ; The Most Obedient Dog in the World en 1996 puis It was Jake en 1997, tous deux d'Anita Jeram ; A Guide Dog Puppy Grows up de Caroline Arnold en 2001 ; Dot the fire dog de Lisa Desimini en 2005. Les fonds récoltés par la commercialisation de ses livres furent tous consacrés à la cause du bien-être animal.
- Présidente d'honneur de la Fédération équestre japonaise.
- Présidente d'honneur de l'Association des Femmes du Japon et d'Amérique du Sud.
- Vice-présidente d'honneur, comme toutes les princesses impériales, de la Croix-Rouge japonaise[1].